# Aleksandr Zubkov
Pour les articles homonymes, voir Zoubkov.
Aleksandr Iourievitch Zoubkov (en russe : Александр Юрьевич Зубков), né le 10 août 1974 à Bratsk, est un pilote de bobsleigh russe. Avant de se consacrer pleinement au bobsleigh, il participait à des compétitions de luge avec en point d'orgue, une 20e place aux Jeux olympiques de 1998 à Nagano. Lors des Jeux olympiques d'hiver de 2014, porte-drapeau de la délégation russe lors de la cérémonie d'ouverture à Sotchi, il remporte les deux titres olympiques du bobsleigh masculin, à deux et à quatre. Près de quatre ans plus tard,  il est disqualifé pour dopage par le Comité international olympique le 24 novembre 2017 et doit rendre ses deux médailles d'or. Il est également banni à vie des Jeux olympiques. Le 7 décembre 2017, les motivations liées à sa disqualification et à celle de son équipe, dans le cadre du système de dopage d'État organisé par la Russie durant les Jeux d'hiver 2014, sont intégralement publiées par le CIO.  En 2018, il fait appel de sa disqualification devant le tribunal de Moscou qui décide de ne pas reconnaître la décision du TAS en Russie. Par conséquent, en Russie, il est toujours considéré comme champion olympique. Cela lui permet de conserver l'allocation présidentielle à vie qui est accordée à tous les médaillés olympiques.
Il est depuis juin 2016 le président de la fédération russe de bobsleigh. En 2023, il concoure aux élections législatives dans l'oblast d'Irkoutsk sous l'étiquette de Russie juste, élections ayant lieu en septembre.

## Palmarès

### Jeux olympiques d'hiver
- Médaille d'argent en bob à 4 en 2006, aux Jeux olympiques d'hiver de 2006 à Turin
- Médaille de bronze de bob à 2 en 2010, aux Jeux olympiques d'hiver de 2010 à Vancouver
- Médaille d'or de bob à 2 en 2014, aux Jeux olympiques d'hiver de 2014 à Sotchi ; disqualifié pour dopage
- Médaille d'or en bob à 4 en 2014, aux Jeux olympiques d'hiver de 2014 à Sotchi ; disqualifié pour dopage

### Championnats du monde de bobsleigh
- Médaille d'or de bob à 2 en 2011 à  Königssee ;
- Médaille d'argent de bob à 4 en 2013 à Saint-Moritz ;
- Médaille d'argent de bob à 4 en 2008 à Altenberg ;
- Médaille d'argent de bob à 4 en 2005 à Calgary ;
- Médaille de bronze de bob à 2 en 2008 à Altenberg ;
- Médaille de bronze de bob à 4 en 2003 à Lake Placid.

### Coupe du monde de bobsleigh
- 7 globe de cristal : 
  - Vainqueur du classement bob à 2 en 2011.
  - Vainqueur du classement bob à 4 en 2005, 2006, 2009, 2012 et 2013.
  - Vainqueur du classement combiné en 2009.
- 65 podiums [N 1]  : 
  - en bob à 2 : 7 victoires, 6 deuxièmes places et 7 troisièmes places.
  - en bob à 4 : 17 victoires, 17 deuxièmes places et 11 troisièmes places.

#### Détails des victoires en Coupe du monde
| Édition   | Bob à 2                    | Bob à 4                                             |
| 2004-2005 |                            | Igls Lake Placid                                    |
| 2005-2006 | Igls Altenberg             | Lake Placid Altenberg                               |
| 2007-2008 | Cesana Torinese Winterberg | Lake Placid                                         |
| 2008-2009 | Park City                  | Igls Saint-Moritz                                   |
| 2010-2011 | Park City Winterberg       | Park City Cesana Torinese                           |
| 2011-2012 |                            | Igls Königssee Whistler                             |
| 2012-2013 |                            | Lake Placid Park City Whistler Winterberg Königssee |